# William Harris (hockey sur glace, 1952)
Pour les articles homonymes, voir William Harris et Harris.
William Edward Harris, dit Billy Harris, (né le 29 janvier 1952 à Toronto en Ontario au Canada) est un joueur professionnel retraité de 
hockey sur glace.

## Carrière en club
Il commence sa carrière dans l'Association de hockey de l'Ontario en 1966, aujourd'hui Ligue de hockey de l'Ontario, avec les Petes de Peterborough. Par la suite, il intègre les Marlboros de Toronto en 1968 et va y jouer quatre saisons avant de participer au repêchage amateur de la Ligue nationale de hockey en 1972. Il reçoit le trophée Eddie-Powers du meilleur buteur de l'AHO en 1972.
Il est le tout premier choix du repêchage et signe un contrat avec les Islanders de New York, nouvelle franchise de la ligue. Il inscrit tour à tour le premier but de l'équipe pendant les matchs de présaison puis lors de la saison 1972-1973. Lors des séries éliminatoires de la Coupe Stanley de 1977, il inscrit un tour du chapeau le 23 avril contre les Canadiens de Montréal, le premier tour du chapeau de l'histoire de l'équipe. Jouant aux côtés de Bryan Trottier et Clark Gillies, il est le meilleur buteur de l'équipe pendant les sept premières saisons de l'équipe. Il se blesse au pied à la fin de la saison 1978-1979, ce qui met fin à sa série.
Le 10 mars 1980, il rejoint les Kings de Los Angeles en compagnie de Dave Lewis et en retour de Butch Goring mais manque une partie de la saison 1980-1981 en raison d'un problème d'épaule. Il rejoint au cours de la saison suivante les Maple Leafs de Toronto avant de finir sa carrière en 1983-1984 par une série d'une vingtaine de matchs avec les Kings.

## Statistiques
| Saison     | Équipe                     | Ligue      |     | Saison régulière | Saison régulière | Saison régulière | Saison régulière | Saison régulière |    | Séries éliminatoires | Séries éliminatoires | Séries éliminatoires | Séries éliminatoires | Séries éliminatoires |
| Saison     | Équipe                     | Ligue      | PJ  | B                | A                | Pts              | Pun              | PJ               | B  | A                    | Pts                  | Pun                  |                      |                      |
| 1966-1967  | Petes de Peterborough      | OHA        | 8   | 0                | 1                | 1                | 8                |                  |    |                      |                      |                      |                      |                      |
| 1968-1969  | Marlboros de Toronto       | OHA        | 41  | 9                | 18               | 27               | 14               |                  |    |                      |                      |                      |                      |                      |
| 1969-1970  | Marlboros de Toronto       | OHA        | 46  | 13               | 17               | 30               | 75               |                  |    |                      |                      |                      |                      |                      |
| 1970-1971  | Marlboros de Toronto       | OHA        | 48  | 34               | 48               | 82               | 61               |                  |    |                      |                      |                      |                      |                      |
| 1971-1972  | Marlboros de Toronto       | OHA        | 63  | 57               | 72               | 129              | 87               |                  |    |                      |                      |                      |                      |                      |
| 1972-1973  | Islanders de New York      | LNH        | 78  | 28               | 22               | 50               | 35               |                  |    |                      |                      |                      |                      |                      |
| 1973-1974  | Islanders de New York      | LNH        | 78  | 23               | 27               | 50               | 34               |                  |    |                      |                      |                      |                      |                      |
| 1974-1975  | Islanders de New York      | LNH        | 80  | 25               | 37               | 62               | 34               | 17               | 3  | 7                    | 10                   | 12                   |                      |                      |
| 1975-1976  | Islanders de New York      | LNH        | 80  | 32               | 38               | 70               | 54               | 13               | 5  | 2                    | 7                    | 10                   |                      |                      |
| 1976-1977  | Islanders de New York      | LNH        | 80  | 24               | 43               | 67               | 44               | 12               | 7  | 7                    | 14                   | 8                    |                      |                      |
| 1977-1978  | Islanders de New York      | LNH        | 80  | 22               | 38               | 60               | 40               | 7                | 0  | 0                    | 0                    | 4                    |                      |                      |
| 1978-1979  | Islanders de New York      | LNH        | 80  | 15               | 39               | 54               | 18               | 10               | 2  | 1                    | 3                    | 10                   |                      |                      |
| 1979-1980  | Islanders de New York      | LNH        | 67  | 15               | 15               | 30               | 37               |                  |    |                      |                      |                      |                      |                      |
| 1979-1980  | Kings de Los Angeles       | LNH        | 11  | 4                | 3                | 7                | 6                | 4                | 0  | 0                    | 0                    | 2                    |                      |                      |
| 1980-1981  | Kings de Los Angeles       | LNH        | 80  | 20               | 29               | 49               | 36               | 4                | 2  | 1                    | 3                    | 0                    |                      |                      |
| 1981-1982  | Kings de Los Angeles       | LNH        | 16  | 1                | 3                | 4                | 6                |                  |    |                      |                      |                      |                      |                      |
| 1981-1982  | Maple Leafs de Toronto     | LNH        | 20  | 2                | 0                | 2                | 4                |                  |    |                      |                      |                      |                      |                      |
| 1982-1983  | Maple Leafs de Toronto     | LNH        | 76  | 11               | 19               | 30               | 26               | 4                | 0  | 1                    | 1                    | 2                    |                      |                      |
| 1983-1984  | Saints de Saint Catharines | LAH        | 2   | 0                | 1                | 1                | 0                |                  |    |                      |                      |                      |                      |                      |
| 1983-1984  | Maple Leafs de Toronto     | LNH        | 50  | 7                | 10               | 17               | 14               |                  |    |                      |                      |                      |                      |                      |
| 1983-1984  | Kings de Los Angeles       | LNH        | 21  | 2                | 4                | 6                | 6                |                  |    |                      |                      |                      |                      |                      |
| Totaux LNH | Totaux LNH                 | Totaux LNH | 897 | 231              | 327              | 558              | 394              | 71               | 19 | 19                   | 38                   | 48                   |                      |                      |